# ヘレフォード公爵
ヘレフォード公爵（ヘレフォードこうしゃく、英語: Duke of Hereford）は、イングランド貴族の爵位。1397年に創設され、1399年に王領に統合された。爵位名はイングランドのヘレフォードシャーのヘレフォードに由来する。

## 歴史
1397年9月29日、イングランド王リチャード2世(1367-1400)は叔父の息子にあたるダービー伯爵ヘンリー・ボリングブルック(1367-1413)をヘレフォード公爵に叙した。ヘンリーは同年11月5日に議会に招集されたが、翌年9月に国外追放された。1399年2月に父初代ランカスター公爵ジョン・オブ・ゴーント(1340-1399)が死去すると、ヘンリーはランカスター公爵の爵位を継承したが、リチャード2世はヘンリーが父の領地を継承するという約束を反故にしてそれを取り上げた。これにより、6月に帰国したヘンリーは反旗を翻し、9月29日にリチャード2世を退位させ、自らヘンリー4世として即位した。ヘンリーのイングランド王即位により、ヘレフォード公爵の爵位は王領に統合された。

## ヘレフォード公爵（1397年）
- 初代ヘレフォード公爵ヘンリー・ボリングブルック（1367年 - 1413年）
  - 1399年、ヘンリー4世としてイングランド王に即位。爵位は王領に統合